# Notre-Dame-des-Blancs-Manteaux

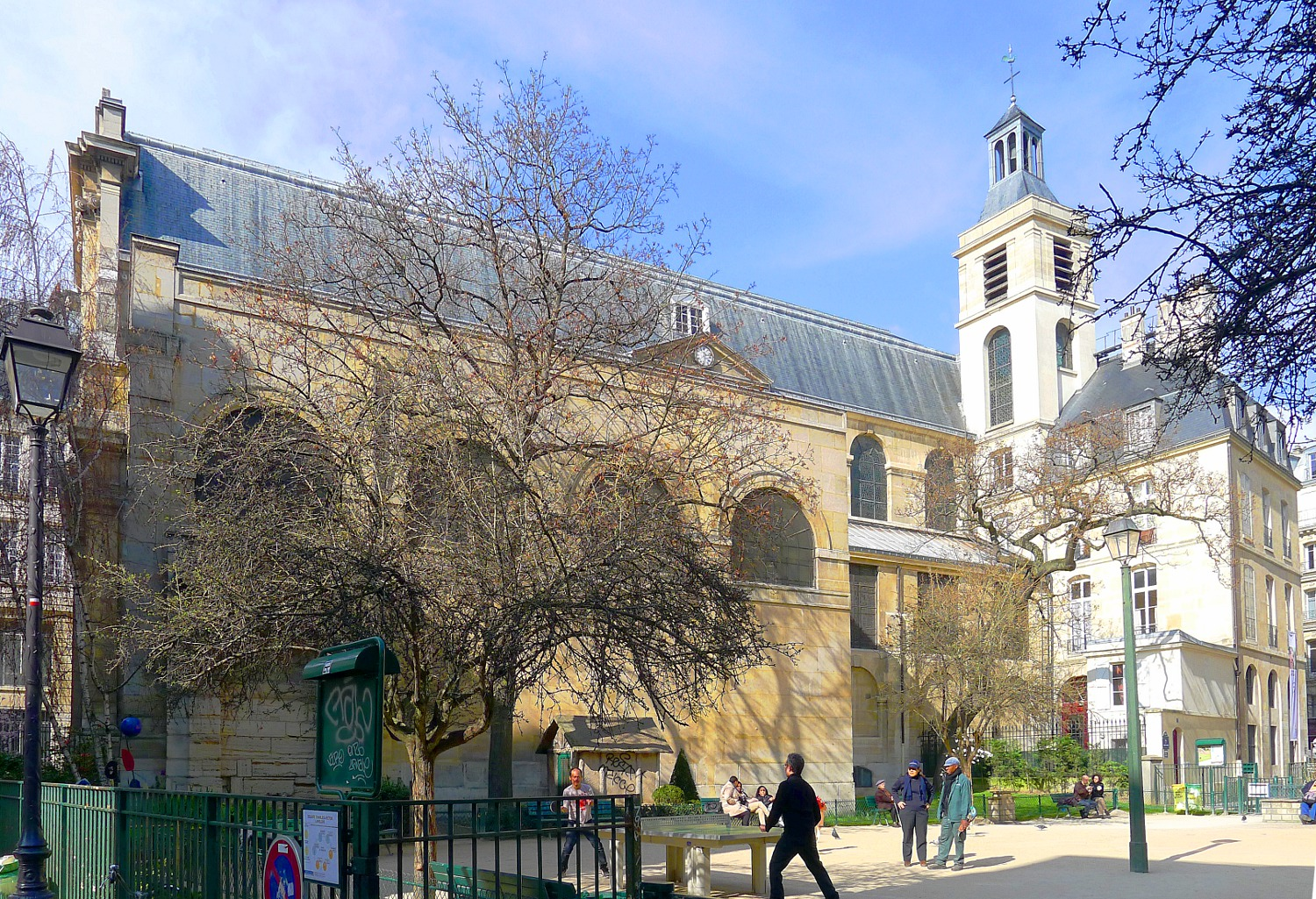
Pfarrkirche Notre-Dame-des-Blancs-Manteaux, Ansicht von Südosten

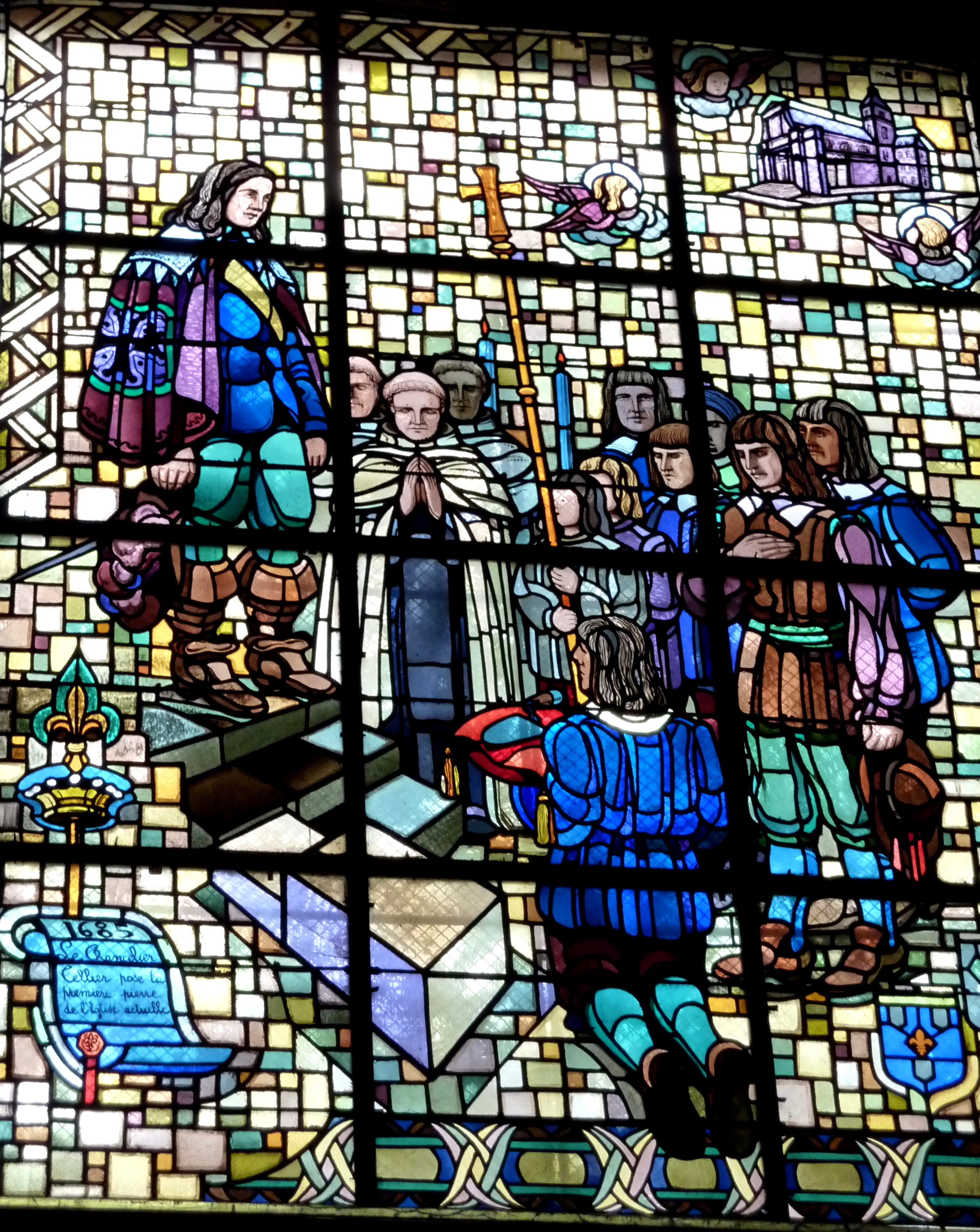
Bleiglasfenster von 1946 im Chorumgang mit der Darstellung der Grundsteinlegung der heutigen Kirche im Jahr 1685 durch den Kanzler Cellier

Die katholische Pfarrkirche Notre-Dame-des-Blancs-Manteaux in der Rue des Blancs-Manteaux Nr. 12 im 4. Arrondissement von Paris geht auf die Niederlassung eines Bettelordens im Maraisviertel im 13. Jahrhundert zurück. Die heutige Kirche wurde Ende des 17. Jahrhunderts im Stil des klassizistischen Barocks errichtet. 1983 wurde die Kirche in die Liste der französischen Kulturdenkmäler als Monument historique aufgenommen. Die nächsten Metrostationen sind Hôtel de Ville, Rambuteau oder Saint-Paul der Linien 1 und 11.

## Geschichte
Im Jahr 1258 gründeten die Serviten, wörtlich die Knechte der Jungfrau Maria (Ordo Servorum Mariae), mit der Unterstützung des französischen Königs Ludwig des Heiligen auf dem rechten Seineufer von Paris, im Marais, eine Niederlassung ihres Ordens. Sie waren Brüder eines Bettelordens und trugen als Zeichen ihrer Demut ungefärbte Kutten, weshalb sie umgangssprachlich als „Blancs-Manteaux“ (weiße Mäntel) bezeichnet wurden. Als 1274 auf dem Zweiten Konzil von Lyon Papst Gregor X. viele der neu gegründeten Bettelorden, darunter die Serviten, verbot, erhielten die Wilhelmiten (Orden der Eremiten des Heiligen Wilhelm) deren Güter und Klostergebäude. Obwohl letztere schwarze Kutten trugen, behielten sie den Namen Blancs-Manteaux bei. 1618 schlossen sich die Wilhelmiten den Benediktinern der Kongregation von Saint-Maur an, die dort ihr Noviziat einrichteten.
Im Zuge der Ausbreitung des Benediktinerordens wurden von 1685 bis 1690 unter dem Prior Dom Antoine de Machy nach den Plänen des Architekten Charles Duval neue Klostergebäude errichtet. Ein Fenster im Chorumgang stellt die Grundsteinlegung der heutigen Kirche im Jahr 1685 dar. 1863 verlängerte Victor Baltard die Kirche um ein Joch und fügte das klassizistische Portal in die Südfassade ein. Letzteres war 1703 von Jean-Sylvain Cartaud (1675–1758) für die ehemalige Kirche Saint-Eloi der Barnabiten auf der Île de la Cité in Paris geschaffen worden.
In der Folge der Revolution von 1789 wurde das Kloster aufgelöst und die Gebäude verkauft. Nach dem Konkordat von 1801 wurde die Kirche wieder für den Gottesdienst geöffnet. 1807 erwarb die Stadt Paris die Kirche und Notre-Dame-des-Blancs-Manteaux wurde Pfarrkirche.
Seelsorgerisch wird die Pfarrgemeinde seit 2014 von Priestern der Gemeinschaft Sankt Martin betreut.

## Architektur

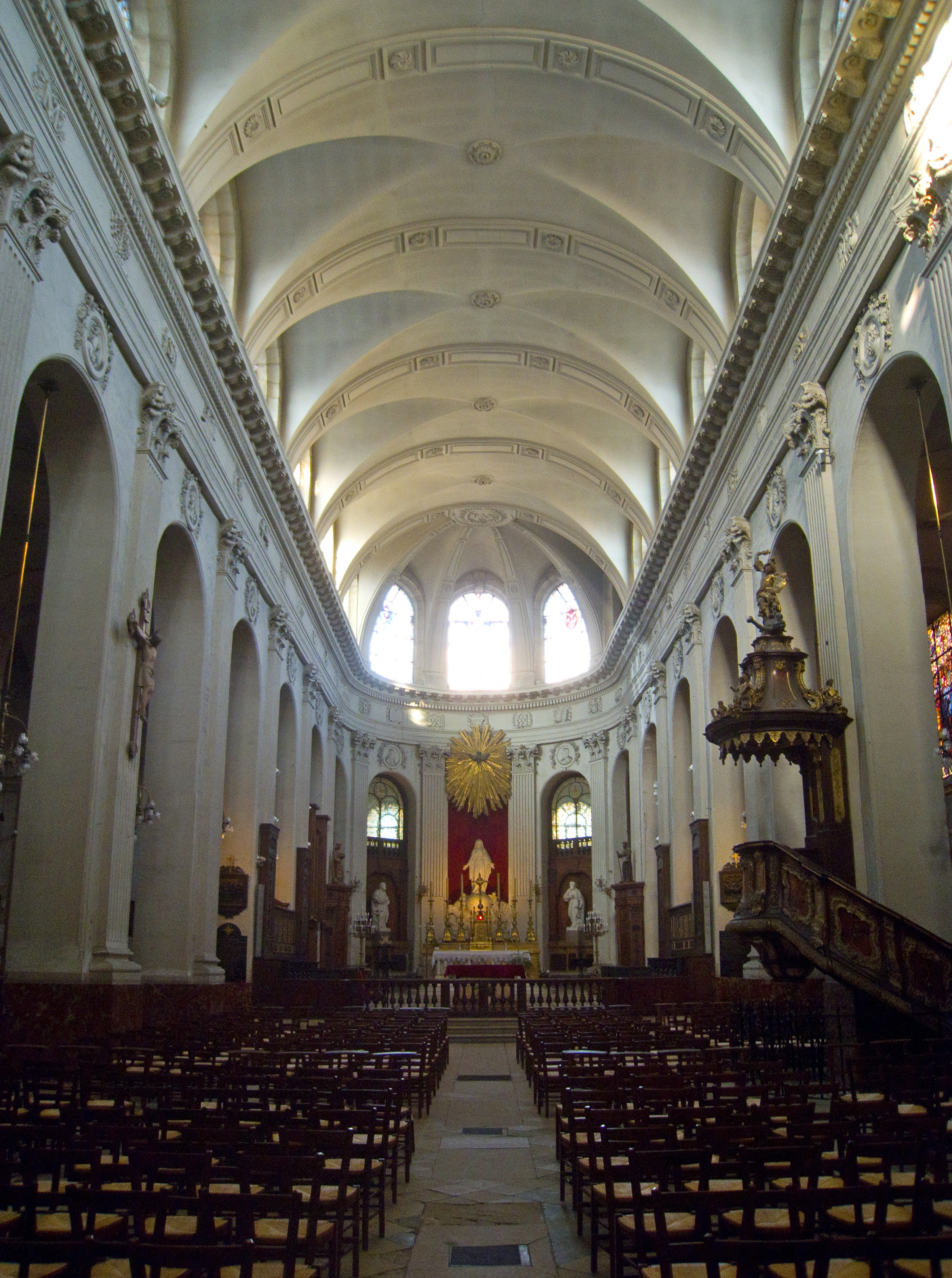
Innenraum

Das Hauptportal der Kirche befindet sich an der Südfassade. Das Langhaus erstreckt sich über sechs Joche und mündet im Norden in einen halbrund geschlossenen Chor. Das Hauptschiff ist mit einem von Stichkappen durchbrochenen Tonnengewölbe gedeckt, das auf einer breiten, mit verzierten Kragsteinen versehenen Gesimsplatte aufliegt. Zu beiden Seiten des Hauptschiffes öffnen sich Rundbogenarkaden zu den schmalen Seitenschiffen. Sie ruhen auf mächtigen Pfeilern, denen kannelierte Pilaster mit korinthischen Kapitellen vorgelegt sind. Über den Arkadenbögen, die auch um den Chor führen, sind Reliefs mit symbolischen Darstellungen des Alten und Neuen Testaments und Medaillons mit den Büsten von Aposteln und Heiligen skulptiert.

## Bleiglasfenster
Die Bleiglasfenster im östlichen Chorumgang wurden 1946 von Raphaël Lardeur geschaffen. Sie stellen Szenen aus der Geschichte des Klosters dar: die Gründung des Klosters durch Ludwig den Heiligen, die Übernahme des Klosters durch die Wilhelmiten, die Grundsteinlegung der heutigen Kirche im Jahr 1685 durch den Kanzler Cellier, die Gründung der Niederlassung der Karmelitinnen in Paris durch den Kardinal Pierre de Bérulle und Madame Barbe Acarie.

## Orgel

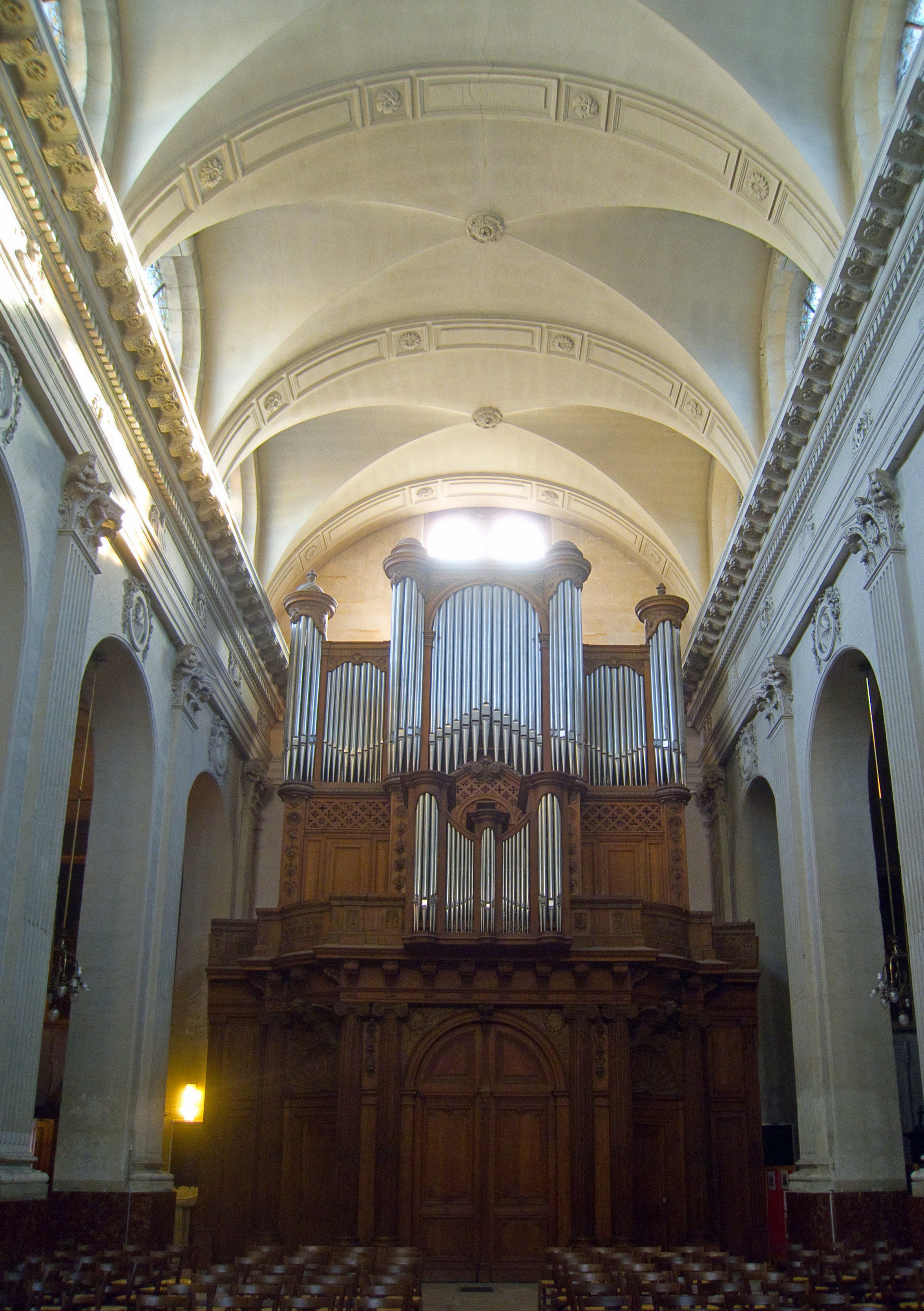
Orgel

Die Orgel wurde von Louis Callinet (1786–1846) gebaut. 1867 wurde sie von Joseph Merklin und 1964 von der elsässischen Orgelbaufirma Alfred Kern & fils restauriert. Das Orgelgehäuse wurde 1864 von Marcellin Varcollier entworfen. Die Orgelempore geht auf das 17. Jahrhundert zurück. Sie ruht auf sechs Säulen mit ionischen Kapitellen. Das Instrument hat 42 Register auf vier Manualen und Pedal. Die Spieltrakturen sind mechanisch, die Registertrakturen elektrisch.
| I Positif C–g3   |        |
| Montre           | 8′     |
| Bourdon          | 8′     |
| Prestant         | 4′     |
| Flûte cônique    | 4′     |
| Nasard           | 2 ⁄3′  |
| Doublette        | 2′     |
| Tierce           | 1 3⁄5′ |
| Larigot          | 1 ⁄3′  |
| Plein-Jeu IV–V 0 |        |
| Cromorne         | 8′     |
| Voix humaine     | 8′     |

| II Grand Orgue C–g3 |         |
| Bourdon             | 16′     |
| Bourdon             | 08′     |
| Flûte à cheminée    | 08′     |
| Prestant            | 04′     |
| Grosse tierce       | 03 1⁄5′ |
| Doublette           | 02′     |
| Sesquialtera III    |         |
| Fourniture III–IV   |         |
| Cymbale IV          |         |
| Trompette           | 08′     |
| Clairon             | 04′     |

| III Récit C–g3      |     |
| Quintaton           | 08′ |
| Flûte cônique       | 08′ |
| Principal           | 04′ |
| Flûte à fuseau      | 02′ |
| Sifflet             | 01′ |
| Cymbale-Tierce IV–V |     |
| Douçaine            | 16′ |
| Trompette           | 08′ |
| Clairon             | 04′ |

| IV Solo f0–g3    |    |
| Flûte à fuseau 0 | 8′ |
| Cornet V         |    |
| Hautbois         | 8′ |

| Pédale C–f1     |         |
| Soubasse        | 16′     |
| Quinte          | 10 2⁄3′ |
| Principal       | 08′     |
| Principal       | 04′     |
| Cor de nuit     | 02′     |
| Fourniture IV 0 |         |
| Bombarde        | 16′     |
| Trompette       | 08′     |
| Basson          | 04′     |

- Koppeln: I/II, III/II, I/P, II/P, III/P

## Ausstattung
- Aus dem 14. Jahrhundert stammt die Steinskulptur einer Madonna mit Kind.
- Das Gemälde Himmelfahrt Mariens wird François Perrier (um 1590–1650) zugeschrieben. In der Taufkapelle befinden sich die Gemälde Tod der heiligen Anna von 1640 des Nürnberger Malers Joachim von Sandrart (1606–1688) und Die wunderbare Brotvermehrung von 1683 von Claude Audran dem Jüngeren (1639–1684). 1970 wurden hier weitere Gemälde aus dem frühen 17. Jahrhundert untergebracht, deren Themen sich auf das Alte Testament beziehen, z. B.: Die Begegnung von Abraham und Melchisedek, Moses schlägt gegen den Felsen, Das Einsammeln des Manna, David und Achimelech.
- Die Kanzel stammt von 1749 und wurde im 19. Jahrhundert erworben. Sie ist ein Werk des Rokoko und vermutlich eine süddeutsche Arbeit. Auf Tafeln mit Inkrustationen aus Holz, Zinn und Elfenbein werden biblische Szenen dargestellt. Den Schalldeckel bekrönt die Figur des Erzengels Michael, der Luzifer besiegt. Zu seinen Füßen sitzen die vier Evangelisten.